# Göynük, Gediz
Göynük là một xã thuộc huyện Gediz, tỉnh Kütahya, Thổ Nhĩ Kỳ. Dân số thời điểm năm 2008 là 80 người.